# Macarie Alexandrinul
Sfântul Macarie Alexandrinul (în greacă Μακάριος; n. 297 d.Hr., Alexandria, Imperiul Roman – d. 395 d.Hr., Egipt) a fost un călugăr în deșertul Nitrian. El a fost un contemporan, ceva mai tânăr, al lui Macarie Egipteanul, de aceea mai este cunoscut și sub numele de Macarie cel Tânăr.

## Biografie
Macarie s-a născut în jurul anului 300 în Alexandria. Până la vârsta de 40 de ani a fost un negustor care vindea dulciuri apoi s-a botezat și a plecat în deșertul el-Natroun. După câțiva ani de viață ascetică, a fost hirotonit preot și trimis să slujească la așezămintele monahale din deșertul egiptean cunoscute sub numele de Chilii, unde viețuiau în chilii separte pustnici iubitori de tăcere. I s-au atribuit multe minuni și a îndrumat peste cinci mii de călugări.
Aflând de regulile extrem de stricte ale viețuiri monahală de la Mănăstirea Tabenisi, condusă de cuviosul Pahomie cel Mare (d. 348), Macarie s-a dus acolo deghizat în haine mirenești, iar pe parcursul Postului Mare nici nu a mâncat pâine, nici nu a băut apă. Nimeni nu l-a văzut așezat ci, stând în picioare, împletea coșuri de finic. Călugării i-au spus Sfântului Pahomie: „Alungă-l pe acesta de aici, că nu este om”. Harul divin i-a dezvăluit însă starețului identitatea lui Macarie și atunci călugării s-au grăbit să-i ceară binecuvântarea. După ce a dat dovadă de smerenie fiind pildă tuturor, Sfântul Macarie s-a întors în propria mănăstire.
La vârsta de 73 de ani, Macarie al Alexandriei a fost exilat de împăratul Valens, împreună cu Macarie Egipteanul, pe o insulă pe care ulterior au creștinat-o.
Conform tradiției ortodoxe, Macarie din Alexandria a murit la 2 ianuarie 395. Conform tradiției ortodoxe copte, el a murit la 1 mai 395. (6 Pașoni, ora 111)